# Benkaj
Benkaj (cyr. Бенкај) – wieś w Czarnogórze, w gminie Tuzi. W 2003 roku liczyła 10 mieszkańców.